# 吉普斯蘭 (澳大利亞國會選區)
吉普斯蘭選區（英語：Division of Gippsland），是澳大利亞維多利亞州的下議院選區，位於該州吉普斯蘭地區東部，因地區而得名。面積33,264平方公里。
選區始於1900年，是七十五個原始國會選區之一。本區1922年以來是鄉村黨—國家黨的安全選區，而工黨從未在本區勝選。2008年至今的當區議員是達倫·切斯特。